# Winning BLW
Die Winning BLW GmbH, früher Bayerisches Leichtmetallwerk (BLW), ist ein Automobilzulieferer für präzisionsgeschmiedete Getriebe- und Achskomponenten mit Sitz in Remscheid. Bis 2020 gehörte das Unternehmen der Sona-Gruppe, die in jenem Jahr Insolvenz anmelden musste. Im September 2020 wurde es schließlich von der tschechischen Winning Group übernommen. Es bestehen drei Produktionsstandorte in Deutschland: Duisburg, Remscheid und Penzberg.
Die ehemalige Verwaltung des BLW befand sich in einem neben dem Produktionsgelände gelegenen Baudenkmal am Frankfurter Ring 227 im Münchner Stadtteil Schwabing. Der nördliche Teil des Grundstücks liegt allerdings im Stadtteil Freimann. Das gesamte Areal wurde von der Hammer AG gekauft, die nach dem beabsichtigten Auszug des Unternehmens das Gelände zusammen mit der Landeshauptstadt München neu entwickeln möchte.
Heute werden bei der Winning BLW präzisionsgeschmiedete Kegelräder,
präzisionsgeschmiedete Schalträder und präzisionsgeschmiedete Synchronisierungselemente produziert.

## Verwaltungsgebäude

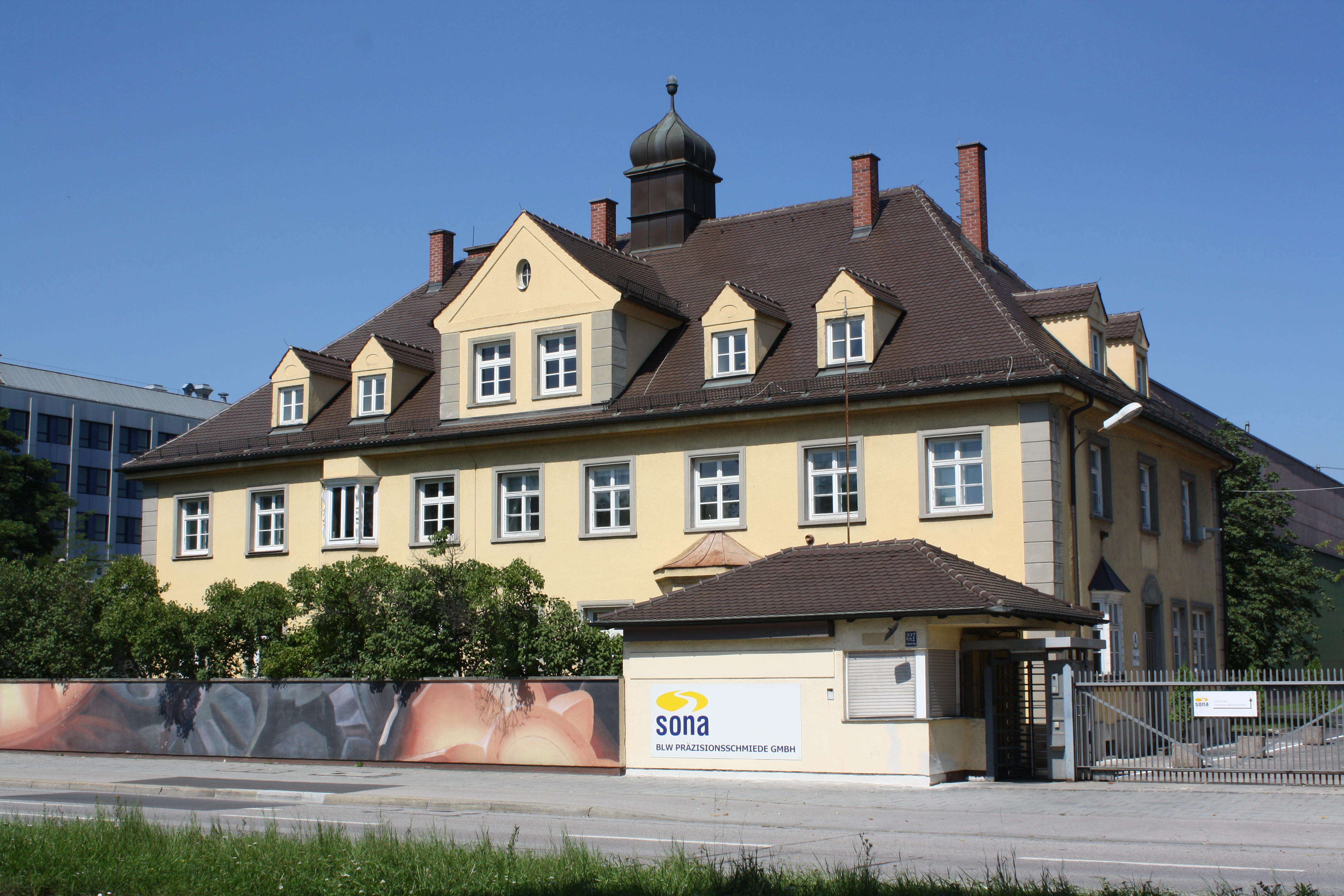
Denkmalgeschütztes Verwaltungsgebäude des ehemaligen Bayerischen Leichtmetallwerks in München

Der historisierende Verwaltungsbau – mit Walmdachbau mit Erkern, Zwerchhaus, Putzgliederung und Dachreiter – wurde 1922–1924 von Hermann Rimmele erbaut und dient als Verwaltungsbau des Bayerischen Leichtmetallwerks.

## Geschichte des Unternehmens
Das Bayerische Leichtmetallwerk wurde 1925 in München gegründet.
In der Zeit des Nationalsozialismus waren 832 Zwangsarbeiter für das Bayerische Leichtmetallwerk Erich Heymann und Hans Raiser o.H.G tätig. Der ThyssenKrupp-Konzern, zu dem das Unternehmen später gehörte, zahlte für BLW wie für alle Tochterunternehmen in die Stiftung „Erinnerung, Verantwortung und Zukunft“ ein. 1941 erwarb das Bayerische Leichtmetallwerk die 1908 gegründete Gießerei Friedrich Oberhänsli & Cie in Lochau, um seine Produktion von Ventilen für Flugmotoren dorthin auszulagern. Von den über 500 dort tätigen Personen in den Folgejahren waren mehr als die Hälfte Zwangsarbeiter, Kriegsgefangene und KZ-Häftlinge.
1968 übernahm TRW das Bayerische Leichtmetallwerk. Später firmierte das Unternehmen zunächst unter Bayerisches Leichtmetallwerk Graf Blücher von Wahlstatt GmbH & Co. KG, 1989 wurden die BLW von der Thyssen AG übernommen. Thyssen legte das Unternehmen schließlich mit der Rheinstahl Wanheim in Duisburg und Teilen der Bergischen Stahlindustrie in Remscheid zusammen, wodurch 2002  aus der Thyssen Umformtechnik + Guss und der BLW Präzisionsschmiede schließlich die ThyssenKrupp Präzisionsschmiede entstand.
2008 übernahm die indische Sona Okegawa, ein Gemeinschaftsunternehmen der Sona Group und der Mitsubishi Materials, die ThyssenKrupp Präzisionsschmiede mit rund 630 Mitarbeitern. Seither firmiert das Unternehmen als Sona BLW Präzisionsschmiede GmbH. Nach der Insolvenz 2020 gelangte es zur tschechischen Winning Group.
2023 wurde das Werk München schließlich aufgegeben und die Firma zog auf das ehemalige MAN/ACP-Gelände in Penzberg.